# IC 2140
IC 2140 ist ein Kugelsternhaufen im Sternbild Mensa. Das Objekt wurde am 18. Dezember 1900 von DeLisle Stewart entdeckt.